# كوينسي رايت
كوينسي رايت (بالإنجليزية: Quincy Wright)‏ هو عالم سياسة أمريكي، ولد في 28 ديسمبر 1890 في ميدفورد في الولايات المتحدة، وتوفي في 17 أكتوبر 1970 في شارلوتسفيل في الولايات المتحدة.

## وصلات خارجية
- كوينسي رايت على موقع الموسوعة البريطانية (الإنجليزية)